# Ловац и ледена краљица
Ловац и ледена краљица (енгл. The Huntsman: Winter's War) је америчко-британски филм из 2016. у режији Седрика Николаса-Тројана, инспирисан бајкама Снежана Браће Грим и Ледена краљица Ханса Кристијана Андерсена.

## Главне улоге
| Глумац         | Улога                 |
| -------------- | --------------------- |
| Крис Хемсворт  | ловац Ерик            |
| Шарлиз Трон    | краљица Равена        |
| Емили Блант    | Фреја, ледена краљица |
| Џесика Частејн | Сара                  |
| Колин Морган   | војводина од Блеквуда |
| Сем Клафлин    | Вилијам               |